# Zakłady Produkcyjno-Naprawcze Taboru Maszyn i Urządzeń Tabor
Zakłady Produkcyjno-Naprawcze Taboru Maszyn i Urządzeń „Tabor” M. Dybowski – przedsiębiorstwo założone w 1993. W 2013 miały miejsce zmiany przekształceniowe, w wyniku których powstały dwie spółki:
- Zakłady Produkcyjno–Naprawcze Taboru Maszyn i Urządzeń „Tabor” M. Dybowski S. J.,
- Tabor Dębica sp. z o.o.

ZPNTMiU „Tabor” M. Dybowski to licencjonowany przewoźnik kolejowy o identyfikatorze literowym ZPNT. Przedsiębiorstwo oferuje również dzierżawę lokomotyw i około 100 wagonów różnego typu. 
Tabor Dębica to przedsiębiorstwo zajmujące się produkcją i naprawą wagonów, modernizacją i naprawą lokomotyw oraz naprawą drezyn, pługów odśnieżnych, dźwigów i maszyn torowych. Mimo że nie jest ono licencjonowanym przewoźnikiem, ma nadany identyfikator TABOR. Przedsiębiorstwo dysponuje również bocznicą kolejową, która odgałęzia się na stacji Dębica Towarowa.